# 黄炳垕
黄炳垕（1815年—1893年），字蔚廷，号蔚亭，晚号孨翁，馀姚人。
黄宗羲七世孙。同治九年（1870）优贡、举人。精研天文曆算，尝任辨志文会天文算学斋斋长。光緒十九年（1893）冬卒于家，得年七十九。著有《黄梨洲先生年谱》、《黄忠端公年谱》、《交食捷算》、《测地志要》、《方平仪象》、《诵芬诗略》等。